# Schlosspark (Jüterbog)

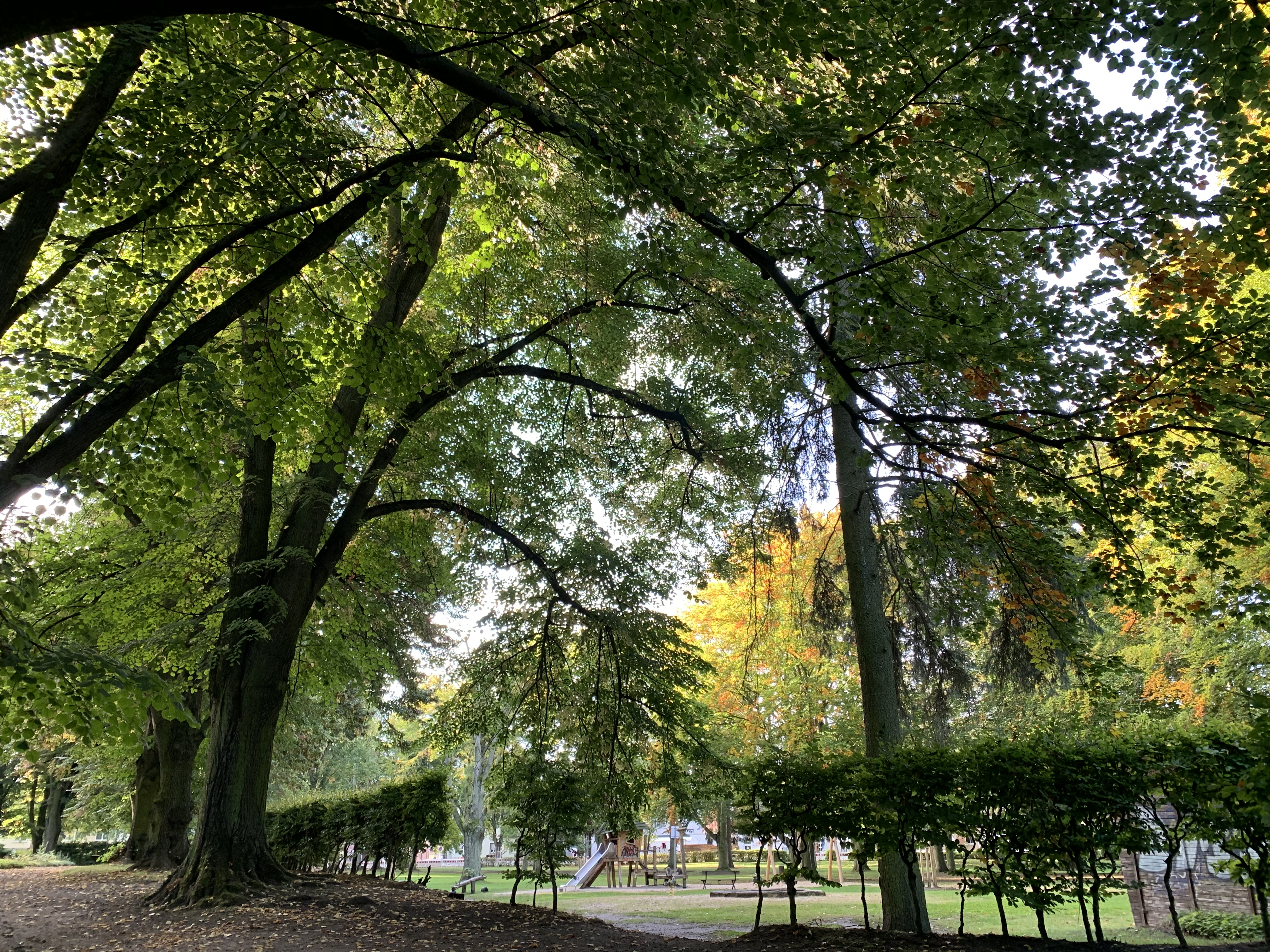
Schlosspark in Jüterbog

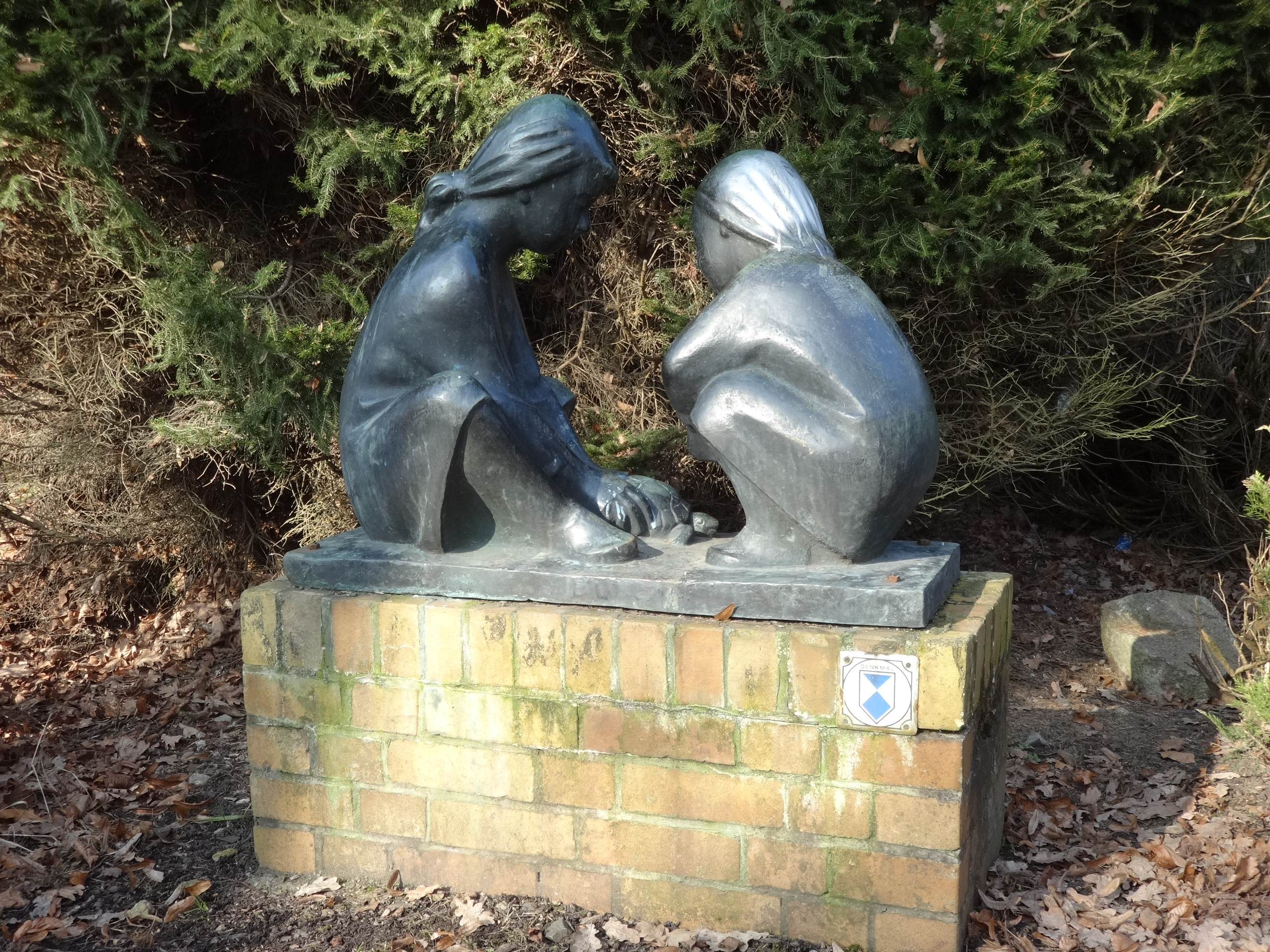
Plastik von Hans Klakow

Der Schlosspark ist eine denkmalgeschützte Parkanlage in Jüterbog, einer Kleinstadt im Landkreis Teltow-Fläming im Bundesland Brandenburg.

## Geschichte und Struktur
Die Bezeichnung des Parks geht auf eine mittelalterliche Burg zurück, die im Jahr 1161 urkundlich erwähnt ist. Von ihr sind keine Spuren mehr vorhanden. Die im 21. Jahrhundert vorhandene Struktur wurde im Wesentlichen in den 1930er Jahren angelegt. In den 1960er und 1970er Jahren erfolgten leichte Umgestaltungen, bei denen unter anderem im westlichen Teil neben dem Schlossteich ein Tierpark angelegt wurde. Im östlichen Teil liegt der kleinere Karpfenteich.
Der Park wird im Norden vom Wilhelm-Kempff-Weg, im Westen von der Mozartstraße, im Osten von der Wiesenschule sowie im Süden von der Schloßstraße begrenzt. In diesem südlichen Teil befinden sich mehrere Sitzgelegenheiten sowie eine bronzene Plastik von Hans Klakow. Das Werk stammt aus dem Jahr 1974 und trägt den Titel Spielende Kinder mit Schildkröte. Es steht ebenfalls unter Denkmalschutz. Die rund 100 Kilogramm schwere Plastik wurde im April 2015 von zwei mutmaßlichen Tätern entwendet und einem Berliner Antiquitätenhändler zum Kauf angeboten. Dieser recherchierte die Herkunft des Werkes und gab die Figur der Stadt Jüterbog zurück. Die Plastik befindet sich jetzt vor dem Eingang der Kita „Spiel mit“.